# City of Bones
City of Bones är den första boken i ungdomsbokserien The Mortal Instruments, skriven av Cassandra Clare. Den publicerades för första gången i USA den 27 mars 2007. Den 5 juni 2013 kom boken ut på svenska under namnet Stad av skuggor.

## Handling
Clary Fray ser sådant som andra inte tycks lägga märke till - vampyrer i Brooklyn och varulvar på Manhattan. I storstadens skuggor, bland vanliga dödliga, rör sig ondskans väsen. När Clary är på en nattklubb med sin bäste vän Simon blir hon vittne till ett mord... på en demon. Mördaren, Jace, är en demonjägare som Clary genast attraheras av. Hon dras oundvikligen in i en brutal värld som hon tidigare inte har varit medveten om, som det visar sig att hon har en koppling till. Men det är bara den första av en rad mörka hemligheter som avslöjas. Snart tvingas Clary in i blodiga strider på liv och död - och blir smärtsamt medveten om vad förbjuden kärlek innebär.

## Film
Huvudartikel: The Mortal Instruments: Stad av skuggor
Den 10 juni 2010 offentliggjordes det att Screen Gems skulle påbörja produktionen av en film baserad på boken. Manuset skrevs av Jessica Postigo, och den regisseras av Harald Zwart. Den 10 december 2010 blev det officiellt att Lily Collins valts för huvudrollen Clary Fray och 31 maj 2011 att Jamie Campbell Bower valts som Jace. Under sommaren 2012 offentliggjordes de övriga skådespelarna som kommer att vara med i filmen; Robert Maillet, Robert Sheehan, Godfrey Gao, Lena Headey, Aidan Turner, Jared Harris, Jonathan Rhys Meyers och Elyas M'Barek.
Inspelningen av filmen började i slutet av augusti och pågick fram till november 2012 i Toronto, Kanada. Filmen kommer att ha premiär den 23 augusti 2013.